# Polifkův rybník
Polifkův rybník je vodní plocha z roku 2015 o rozloze 0,194 hektaru v katastrálním území Hloubětín v Praze 9. Nachází se u Rokytky poblíž Hořejšího rybníka a Kejřova mlýna. Vlastní ho hlavní město Praha a spravují Lesy hl. m. Prahy. Nazván byl podle pražského vodohospodáře 21. století Richarda Polifky.

## Historie
Rybník se částečně nachází na místě malého bazénu, který byl součástí koupaliště ze 60. let 20. století. V 70. letech byl sousední velký bazén z bezpečnostních důvodů zavezen, protože nad ním bylo postaveno vedení vysokého napětí. Zaniklé přírodní koupaliště mělo nahradit moderní koupaliště s dvěma padesátimetrovými bazény na sever od Hořejšího rybníka, které se budovalo od 80. let. V 90. letech 20. století však majitel nechal komplex zchátrat a provozní budovy a šatny zničil požár. Celá oblast zarostla náletovými dřevinami a stala se rájem pro bezdomovce. Při revitalizaci oblasti v první polovině druhého desetiletí 21. století bylo potřeba odstranit černé skládky, odpadky a navážky.

## Popis
Plocha hladiny rybníka nepravidelného půdorysu je 0,194 hektaru, objem nádrže činí 2520 metrů krychlových. Maximální hloubka je 1,82 metru. Rybník byl zatěsněn jílovitou zeminou a hráz byla opatřena kamennou dlažbou. Břehy zpevnily mokřadní rostliny. Voda z říčky Rokytky do rybníka přitéká z náhonu na Kejřův mlýn a do náhonu zase odtéká. Pro potřeby úplného vypuštění slouží kamenný požerák.